# Кубок Люксембургу з футболу 2020—2021
Кубок Люксембургу з футболу 2020–2021 — 96-й розіграш кубкового футбольного турніру в Люксембурзі. Другий рік поспіль кубок був скасований після його початку через загострення епідемії COVID-19 у Люксембурзі навесні 2021 року.

## Календар
| Раунд            | Дата                         | Матчі | Клуби    |
| ---------------- | ---------------------------- | ----- | -------- |
| Попередній раунд | 2 вересня 2020               | 6     | 102 → 96 |
| Перший раунд     | 9 вересня 2020               | 32    | 96 → 64  |
| 1/32 фіналу      | 16 жовтня - 4 листопада 2020 | 32    | 64 → 32  |
| 1/16 фіналу      | 7 березня 2021               | 16    | 32 → 16  |
| 1/8 фіналу       |                              | 8     | 16 → 8   |
| 1/4 фіналу       |                              | 4     | 8 → 4    |
| 1/2 фіналу       |                              | 2     | 4 → 2    |
| Фінал            |                              | 1     | 2 → 1    |

## Регламент
Згідно з регламентом клуби Національного футбольного дивізіону Люксембургу стартують з 1/32 фіналу. На всіх стадіях команди грають по одному матчу.

## 1/16 фіналу
| Команда 1                                  | Рахунок | Команда 2               |
| ------------------------------------------ | ------- | ----------------------- |
| 7 березня 2021                             |         |                         |
| Уніон Тітус Петанж                         | :       | Етцелла                 |
| Расінг                                     | :       | Діфферданж 03           |
| Елеранж (4)                                | :       | Женесс (Канах) (2)      |
| Сира (Менсдорф) (3)                        | :       | РМ Гамм Бенфіка         |
| Авенір (Бегген) (3)                        | :       | Фола                    |
| Уніон (Мертерт-Вассербілліг) (2)           | :       | Рюмеланж (2)            |
| Алісонтія (Штайнсель) (2)                  | :       | Ф91 Дюделанж            |
| Оберкорн (3)                               | :       | Гостерт                 |
| Кер'єнґ (2)                                | :       | Свіфт                   |
| Шиффланж 95 (2)                            | :       | Вільц                   |
| Санем (3)                                  | :       | Роданж 91               |
| Лоренцвайлер (3)                           | :       | Мондорф-ле-Бен          |
| Алерт (Біссен) (2)                         | :       | Женесс (Еш)             |
| Женесс (Юнглінстер) (2)                    | :       | Єллоу-Бойс (Вайлер) (2) |
| Ред Блак Егаліте (3)/Бло-Вайс Медернах (2) | :       | Прогрес                 |
| Вікторія Роспорт                           | :       | УНА Штрассен            |